# North Terrace (Adelaide)

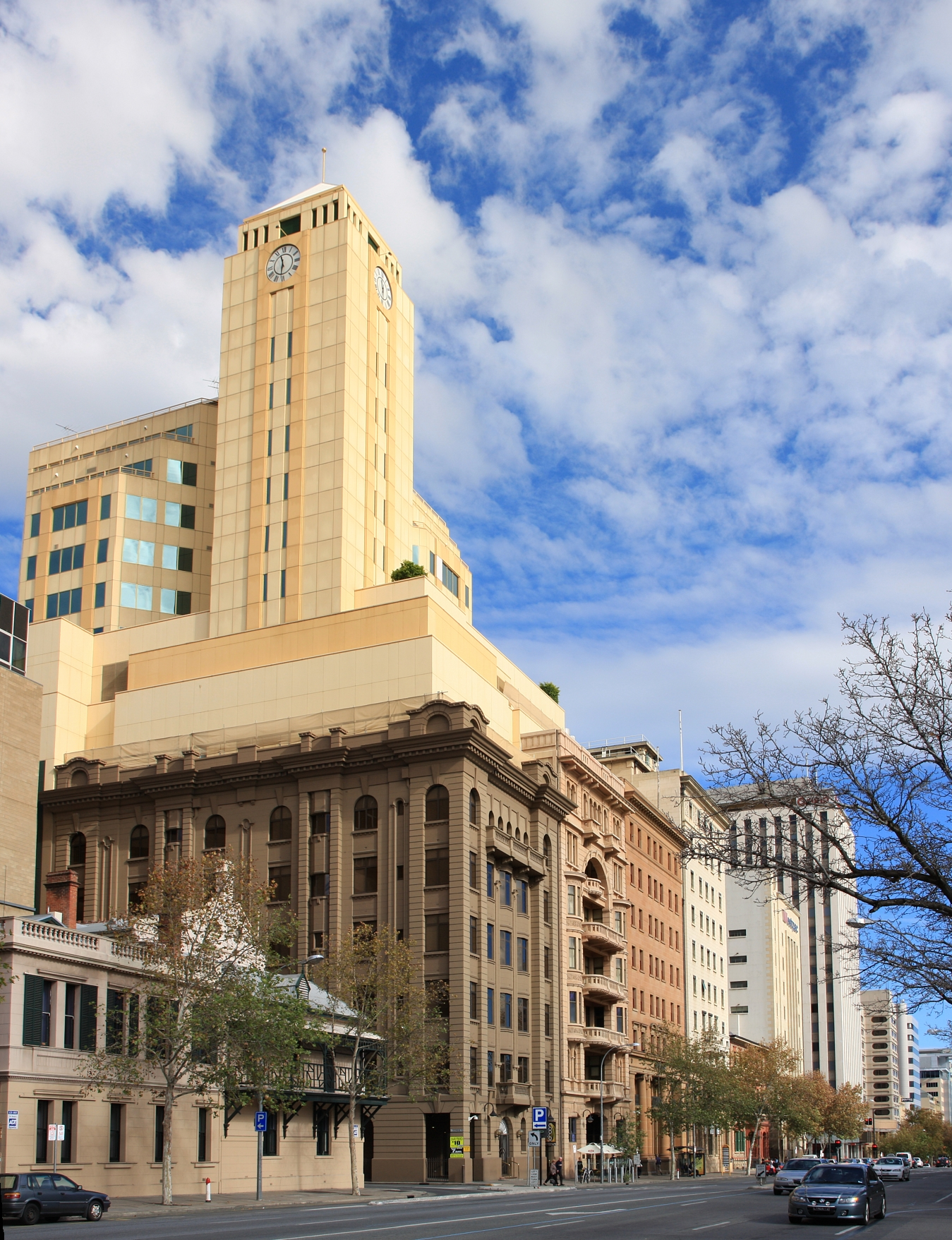
North Terrace, pohled z jihozápadu od Kintore Avenue.

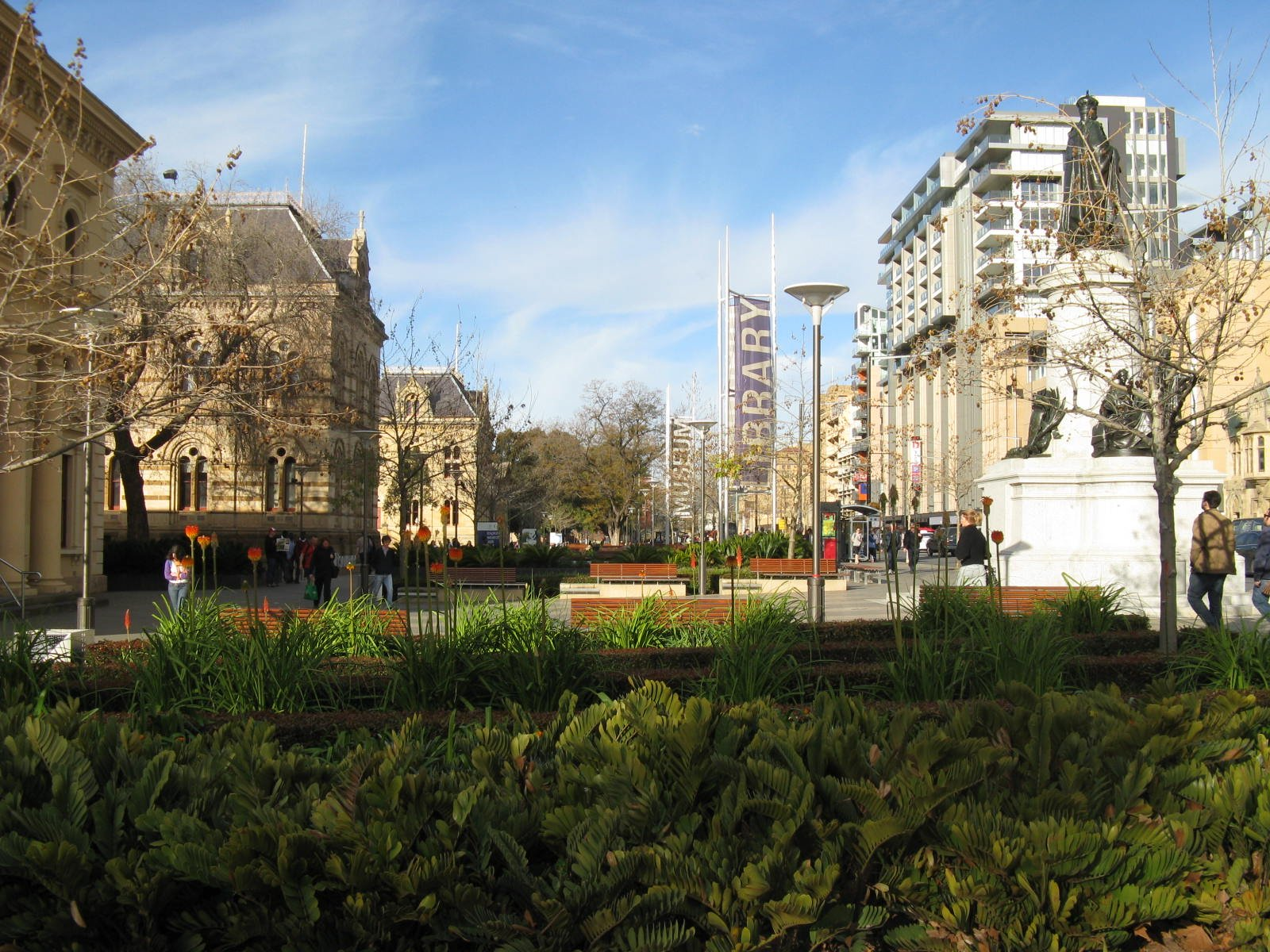
North Terrace, pohled z východu od Kintore Avenue.

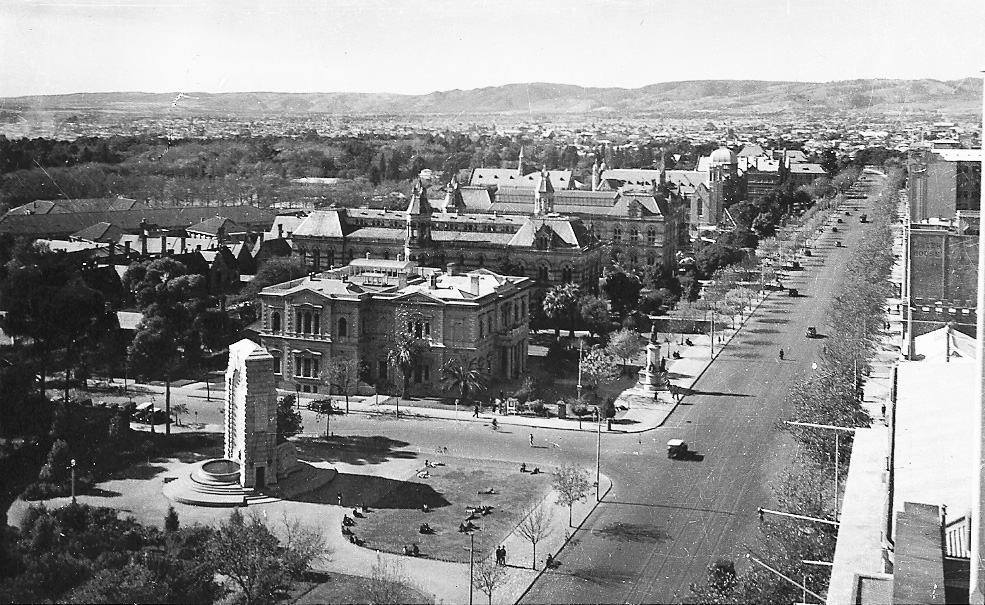
North Terrace, pohled ze severovýchodu, nedaleko King William Street, ca. 1940. (Kintore Avenue v popředí).

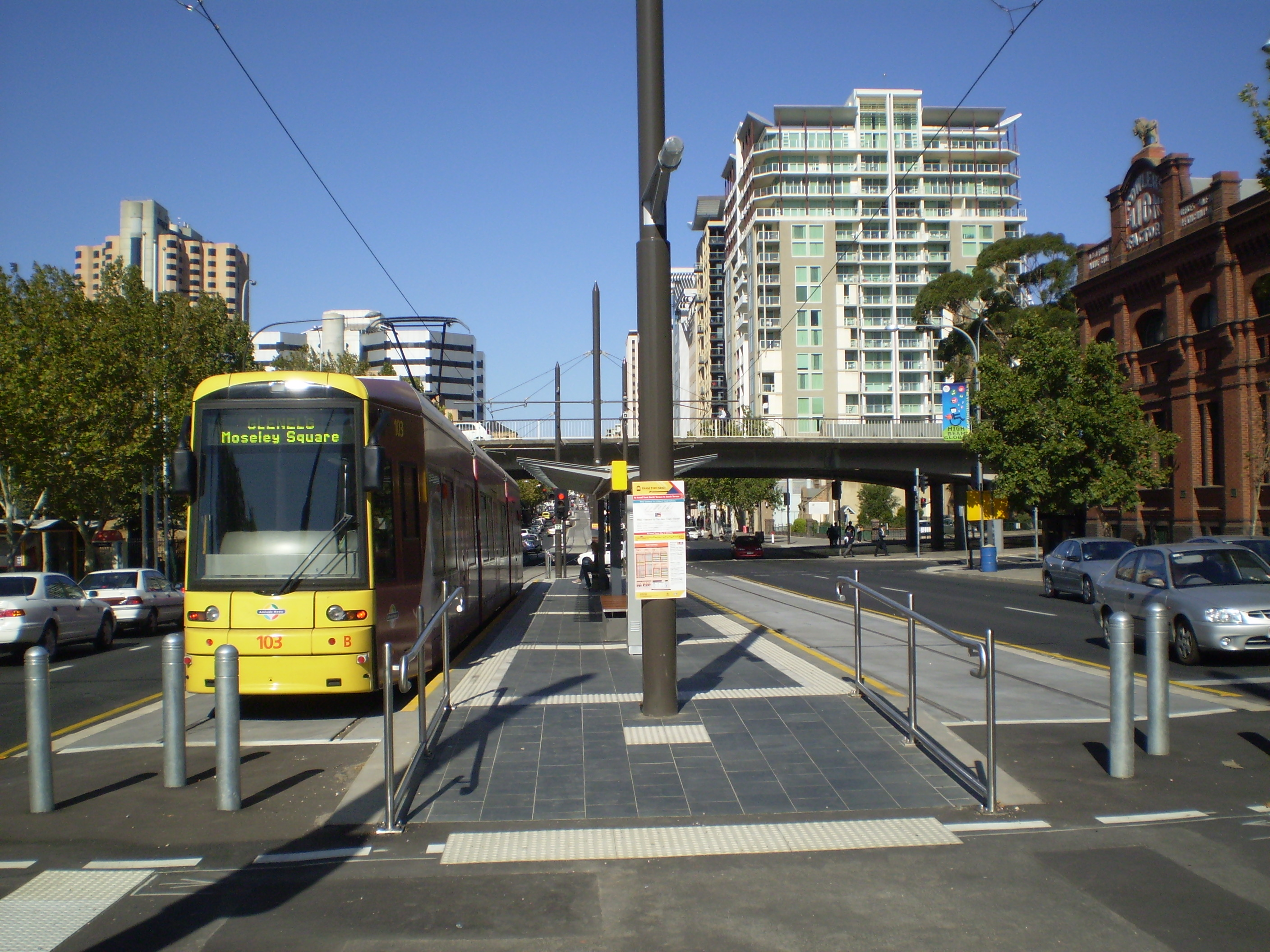
North Terrace, pohled z východu od tramvajové zastávky u City West campusu University of South Australia.

North Terrace (Severní terasa) ve městě Adelaide, je jednou ze čtyř teras, které navazují na centrálně umístěnou obchodní a rezidenční čtvrť v Adelaide, hlavním městě Jižní Austrálie. Jsou situovány ve směru východ-západ, podél severního okraje "čtvereční míle". North Terrace je často popisována jako bulvár, kulturní tepna města Adelaide, a to s sebou nese vysoké nároky na funkční a symbolickou reprezentaci města v této oblasti. Celá ulice je 2,5 km dlouhá a je lemována řadou mimořádných kulturních, občanských, vzdělávacích, historicky, sportovně a volnočasově   významných objektů a obchodních institucí jedinečných v celé Austrálii. Mimo jiné zde sídlí Jihoaustralská umělecká galerie,  Jihoaustralské muzeum a Adelaidská univerzita.

## Severní strana North Terrace
Teoreticky, je severní strana  North Terrace součástí parků města Adelaide. Nicméně, velký prostor mezi  North Terrace a řekou Torrens je místem, kde leží kulturních instituce a další veřejné budovy.

## Revitalizace
Revitalizaci oblasti zahájeno v roce 2000 a dokončenou v roce 2006 naplánoval a vedl urbanistický tým Taylor Cullity Lethlean s firmou Peter Elliott Architecture + Urban Design a James Hayter and Associates. Úpravy se zúčastnil , spisovatel a umělec Paul Carter. Úprava zahrnovala oblast, která se rozprostírá od Kintore Avenue na západě po Pulteney Street na východě a zahrnuje severní a jižní strany ulice, včetně Státní knihovny a muzea South Australian Museum forecourts. Projekt je největším urbanistickým zásahem, vedeným zahradním architektem, v jižní Austrálii v posledních letech. 
Úprava zahrnuje systém promyšlených a sladěných zásahů do vzhledu, které v souhrnu mění charakter celé oblasti. Rozpočet úpravy činil 14 milionů dolarů, prostředky nevyužité k stavbě (neprostavěné naplánované výdaje) byly použity pro dovybavení oblasti mobiliářem. Kvalitou použitých materiálů a zpracováním projektu se úprava úspěšně snažila jít příkladem pro ostatní veřejné prostory v Adelaide. Tento závazek ke kvalitě byla vyjádřen již v zadání práce plně provedené zahradním architektem.
Na zahradní tradice občanské společnosti, navazuje nová úprava výsadbou záhonů, vodními prvky a posezením sestupně směrem k řece. Oblast přerušují lineárně uspořádané úpravy dlážděných zón vkládaných rytmicky od severu k jihu, což přerušuje přímé a jednotvárné východozápadní vedení ulice. Úprava je určena především pro povzbuzení pozornosti chodců. Voda, vzácný a atraktivní zdroj v Austrálii, se nachází v řadě bazénů a fontán.  Úprava kombinuje čisté hladké pravoúhlé linie se symetrií a rytmickým opakováním vzoru. Je využito spíše pestrosti struktur než barev.

### Cíle úpravy
Cílem bylo zatraktivnit reprezentativní oblast a kulturní centrum města, přilákat více lidí na North Terrace, vytvářet i ekonomické a společenské příležitosti a zlepšit tak přínos místní komunitě i návštěvníkům. Významným záměrem bylo použít vysoce odolné materiály a vytvořit flexibilní víceúčelové prostory, maximalizovat životnost a použitelnost celku a minimalizovat potřebu častých rekonstrukcí.
Klíčové cíle řešené projektem:
- zlepšení viditelnosti okolních historických budov
- vytvoření velkorysých veřejných vstupních prostor pro důležité objekty kulturních institucí
- zachování otevřeného, prostorného a klidného charakteru řešené oblasti
- podpora stávajícího severojižního směru provozu (mezi centrální obchodní čtvrti a kulturními institucemi a řekou)
- snížení šířky silnice při zachování hustoty provozu
- zlepšení přechodů pro pěší na křižovatkách
- zlepšení celkového vzhledu atraktivního pro pěší pozorovatele
- zakomponování uměleckých děl do veřejného prostoru (zahradním architektem)

### Ekologické stránky projektu
V rámci úpravy je dešťová voda z okapů zachytávána, filtrována, ukládána a opětovné použita v rámci systému, čímž je ušetřeno půl milionu litrů vody ročně. Veškeré použité dřevo bylo recyklováno, čímž se zabránilo použití jakéhokoli dřeva z deštného pralesa nebo australského tvrdého dřeva.

### Ocenění
Projekt a provedení získalo v roce 2006 South Australian Case Earth Award – Construction Excellence Category 2 pro první etapu revitalizace North Terrace Redevelopment.

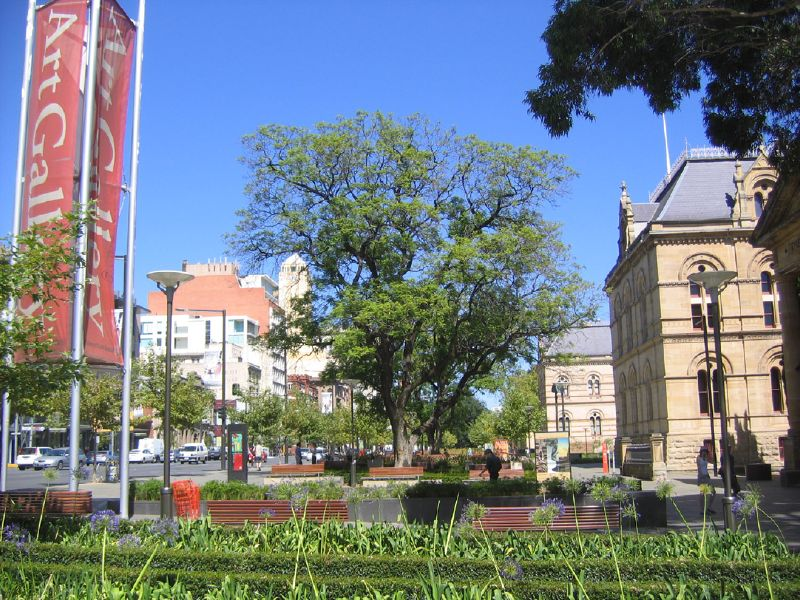
pohled od Jihoaustralské umělecké galerie a Muzea.
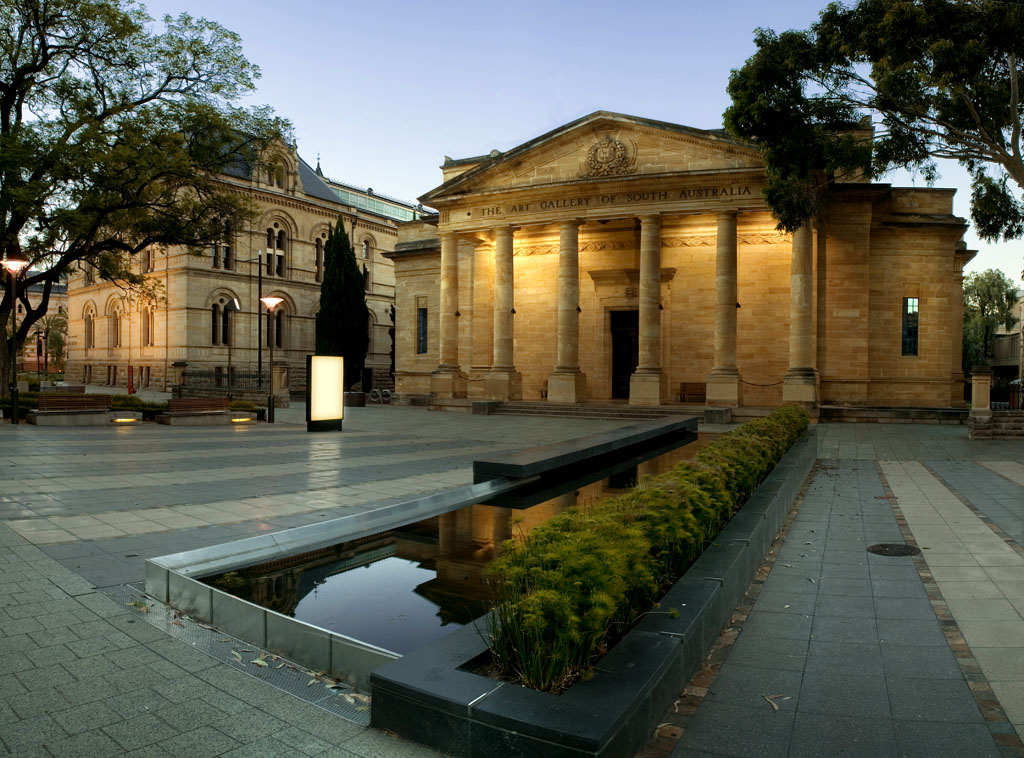
Jihoaustralská umělecká galerie
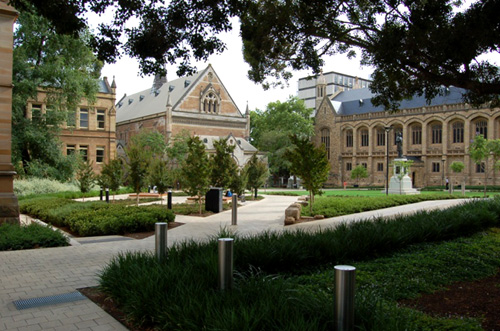
Vstupní část Bonython Hall and Elder Conservatorium
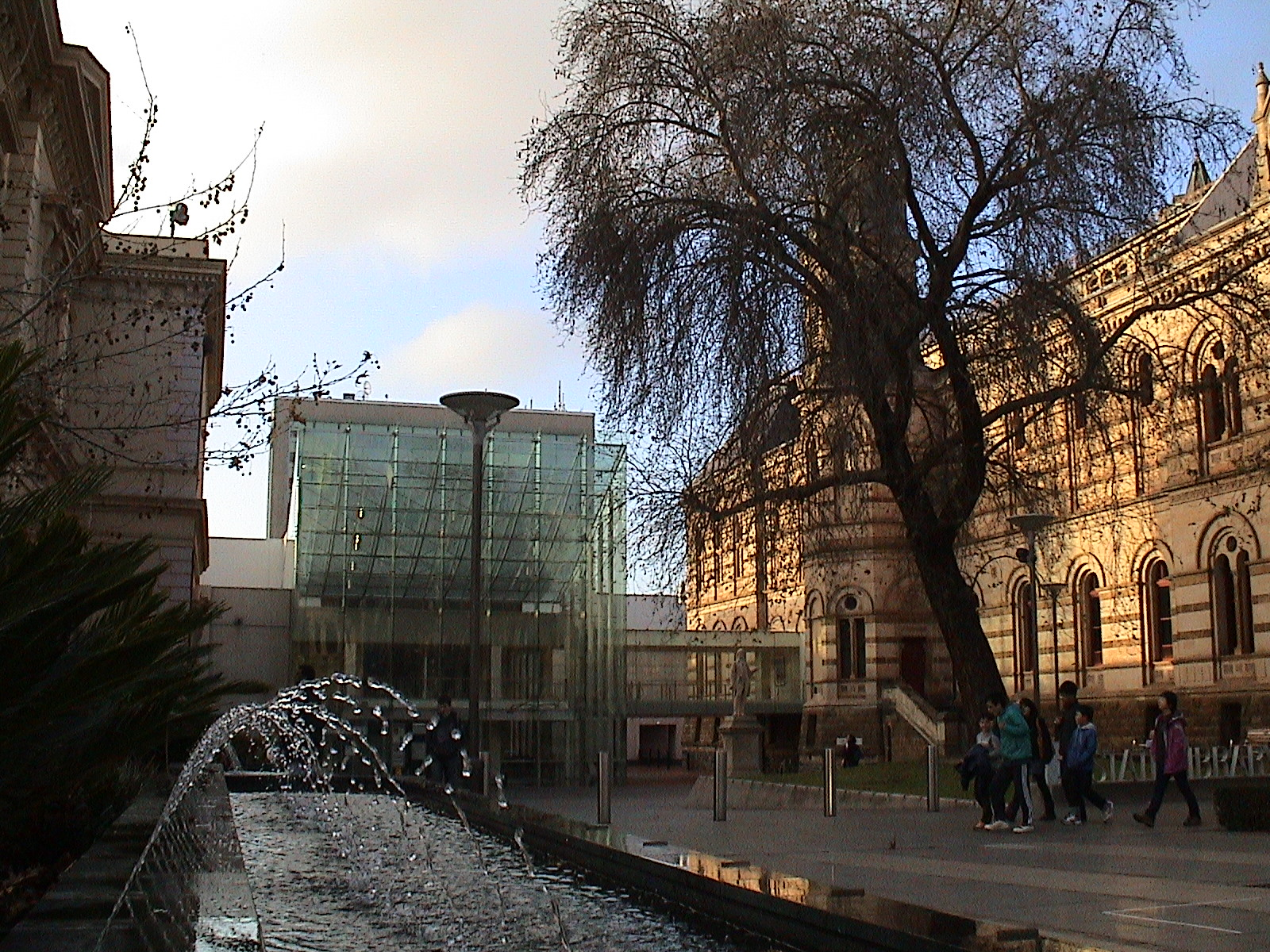
Vodní prvky u Státní knihovny.